# Il denaro (film)
Il denaro (L'Argent) è un film muto del 1928 diretto da Marcel L'Herbier, tratto dal  romanzo omonimo di Émile Zola.

## Trama
Anni 1920, Francia: il banchiere Saccard si trova in gravi difficoltà economiche per la concorrenza del suo rivale Gundermann. Saccard finanzia pertanto Jacques Hamelin, un ingegnere e brillante aviatore che intende compiere una lunghissima trasvolata in solitario dalla Francia alla Guyana francese, una terra ricca di giacimenti petroliferi; Saccard intende sfruttare l'eventuale successo di Hamelin per dar vita a una società petrolifera con interessi nella Guyana. Il banchiere spera inoltre di sedurre, durante l'assenza del marito, Line Hamelin, la moglie di Jacques Hamelin.
Saccard è pronto sfruttare in borsa la falsa notizia della morte di Hamelin. Gunderman, che disapprova Saccard e i suoi metodi, ha in segreto acquistato una grande quantità di azioni della Banque Universelle, la banca di Saccard, come arma da utilizzare in futuro contro il banchiere. Anche la baronessa Sandorf, ex amante di Saccard, trama contro Saccard per tutelare gli interessi di Gunderman e, ancor di più, i suoi. Nel frattempo in Guyana, Jacques Hamelin deve affrontare compiti superiori alle sue forze, non essendo in grado di mantenere un adeguato controllo dei bilanci societari. Saccard sfrutta le difficoltà di Jacques Hamelin per irretire l'ingenua Line Hamelin e costringerla a tollerare le sue attenzioni. Sobillata dalla Sandorf, Line denuncia Saccard; quando tuttavia il banchiere le svela che anche la reputazione del marito è ormai compromessa, Line tenta di sparare a Saccard che ha incontrato a un ricevimento, ma viene trattenuta dalla baronessa Sandorf, timorosa che la morte di Saccard possa compromettere i suoi investimenti.
Gunderman immette sul mercato tutte le azioni della Banque Universelle in suo possesso facendo fallire Saccard. Saccard viene processato insieme a Jacques Hamelin, ritornato in Francia dalla Guyana. L'intervento di Gunderman fa sì che Hamelin sia assolto. Saccard viene condannato a una pena detentiva; ma anche in prigione si dedica a ideare nuovi progetti finanziari in cui tenta di coinvolgere il secondino.

## Produzione
Negli anni venti, Marcel L'Herbier era giudicato ormai uno dei più importanti cineasti francesi. Sebbene, allo scopo di ottenere una maggiore indipendenza, L'Herbier avesse fondato una propria società di produzione, la Cinégraphic, il regista riteneva che la propria attività creativa fosse stata troppo spesso colpita negativamente dai problemi economici. Come scrisse più tardi, dopo dieci anni trascorsi a dirigere film L'Herbier era ormai "ossessionato da una sola idea: fare ad ogni costo, paradossalmente anche a costi elevati, un film che fosse una requisitoria feroce contro il denaro.".
L'Herbier giudicava un ottimo soggetto la rappresentazione del potere corruttore del danaro nella società francese del XIX secolo fatta da Émile Zola ne Il denaro, romanzo ispirato alla vicenda del 1882 del banchiere Bontoux e dell'Union Générale. L'Herbier riteneva tuttavia che le vicende narrate da Zola dovessero essere aggiornate all'epoca contemporanea. Essendo stato inoltre colpito dalla "grandiosità" del Napoleone di Gance, L'Herbier fissò il budget iniziale del film a 3 milioni di franchi. Per raggiungere questo obiettivo L'Herbier chiese aiuto alla Société des Cinéromans di Jean Sapene e alla con la società di distribuzione tedesca UFA, la quale pretese che nel cast fossero presenti due attori tedeschi: Alfred Abel e Brigitte Helm.
La decisione di L'Herbier di ambientare il romanzo di Zola all'epoca contemporanea suscitò in Francia forti critiche ancor prima dell'inizio delle riprese. Il regista teatrale André Antoine pubblicò un articolo in cui sosteneva che fosse inaccettabile stravolgere in questo modo un classico della letteratura. L'Herbier rispose elencando i numerosi adattamenti teatrali o cinematografici di importanti opere e sostenne che, al contrario, la fedeltà al romanzo avrebbe mascherato la passione civile di Zola.
Le riprese iniziarono nella primavera e proseguirono fino all'autunno del 1928. André Barsacq e Lazare Meerson, direttori artistici degli studi della Paramount a Joinville, ricostruirono gli splendidi interni delle banche di Saccard e Gunderman, l'appartamento degli Hamelin con il panorama gi Parigi, il palazzo della baronessa Sandorf con la sala da gioco su due livelli, la lussuosa abitazione di Saccard con il grande salone delle feste ornato con due fontane, una piscina centrale. La partenza dell'aereo di Hamelin fu girata all'aeroporto di Le Bourget. Le scene in borsa, alle quali parteciparono ben 2.000 comparse, vennero girate nel Palazzo Brongniart, sede della Borsa di Parigi, nei tre giorni di chiusura per la festività della Pentecoste; le riprese furono effettuate da ben quindici fotocamere, di cui una che calava da 22 metri di altezza, dal tetto del  Palazzo Brongniart. Ancor più impegnative furono le riprese notturne a Place de l'Opéra, piena di gente in attesa di notizie sul volo di Hamelin, illuminata appositamente per le riprese. Jules Kruger, il direttore della fotografia, aveva lavorato nel Napoleone di Gance; le inquadrature furono numerosissime, circa 2000, e spesso caratterizzate da movimenti frenetici della cinepresa. A questo virtuosismo tecnico si contrappone la sobrietà della recitazione degli attori. Alla fine il costo delle riprese salì a quasi 5 milioni di franchi, ma fu un insuccesso commerciale sia per essere un film muto (erano in distribuzione i primi film sonori) sia per l'incomprensione della critica, incapace di apprezzarne le qualità stilistiche; fu riscoperto e apprezzato a partire dagli anni sessanta.

## Critica
Rispetto alle opere precedenti di Marcel L'Herbier, Georges Sadoul scrive: «I troppi mezzi rovinarono invece L'argent e il resto della sua opera è considerato dallo stesso autore come di ben scarso valore (...)». Alfonso Canziani ha scritto che il film, «tematicamente ed ideologicamente, riformula connotazioni annesse e connesse con il principio idealistico del capitale, inteso come "Potere" che può essere benefico o malefico a seconda dell'uso che se ne fa, (...)». La proposta di Nicolas Saccard al secondino, trovandosi in galera nella scena finale, riguardante ancora l'arricchimento a ogni costo, chiude comunque la storia con Humour. Sandro Toni dà un'altra interpretazione del film: «Il grande film di L'Herbier fu L'Argent (Il denaro, 1927), tratto da Zola, una vera e propria messa in crisi dei codici cinematografici dominanti».